# Inlet

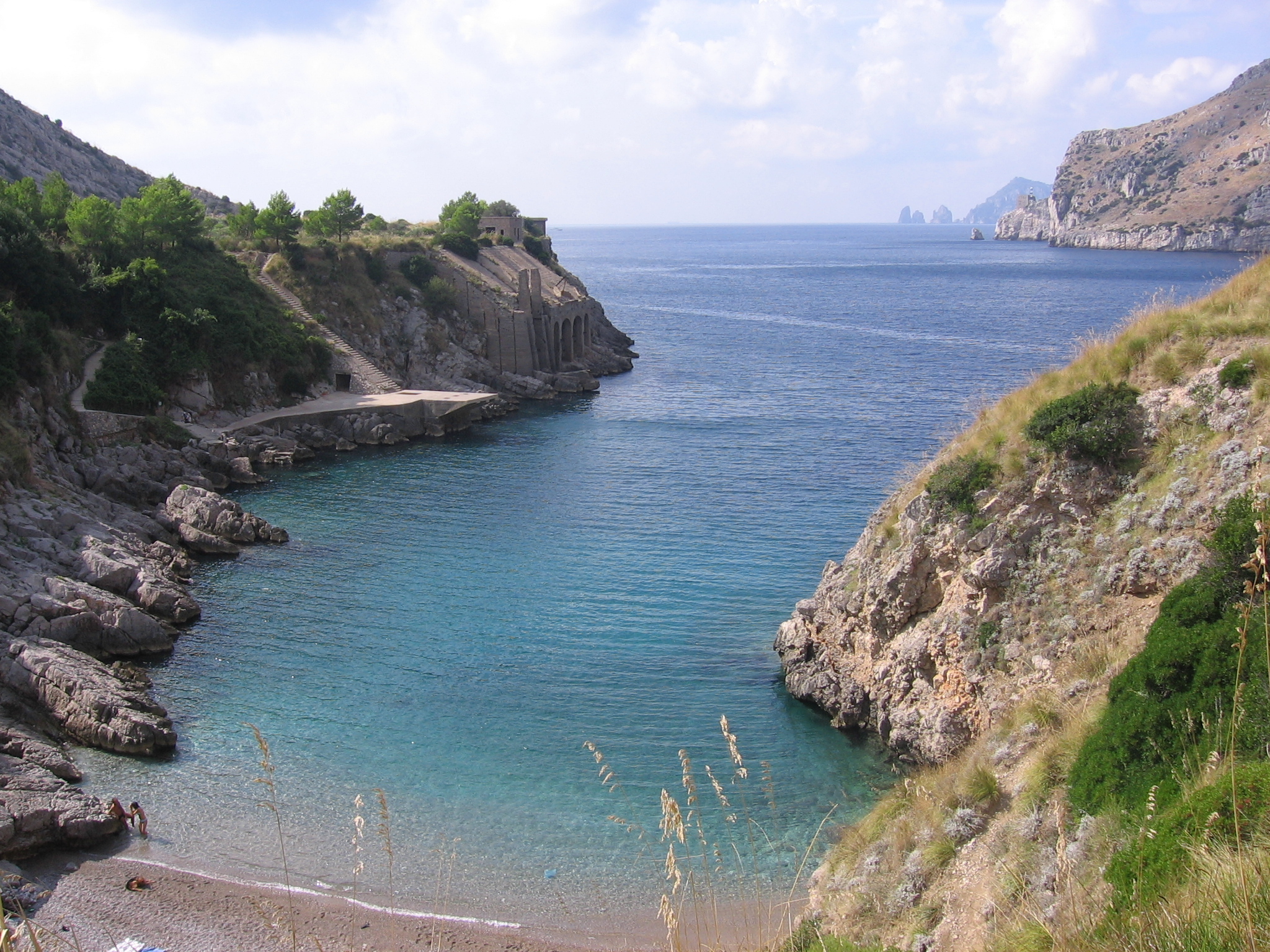
Bucht am Golf von Neapel, ein charakteristischer Inlet

Ein Inlet ist der englischsprachige Begriff für einen schmalen Meeresarm oder Flussarm. Eine weitere Bedeutung des Begriffes ist „ein Teil einer Maschine, durch den Flüssigkeit eingeführt wird“.
Wurzeln des Begriffes in Bezug auf die geographische Verwendung lassen sich laut dem englischsprachigen Online Etymology Dictionary bis in das frühe 13. Jahrhundert zurückführen, indem der Begriff inleten und später inlate verwendet wurde, in den 1570er Jahren entsprechend von Quellen als kentischer Begriff (Grafschaft Kent) bekannt war und als „schmale Öffnung in eine Küste oder als Meeresarm“ übersetzt werden kann.
Andere Übersetzungen umschreiben den Begriff mit
- a) eine Einbuchtung einer Küstenlinie, gewöhnlich lang und schmal; kleine Bucht oder Arm
- b) eine schmale Passage zwischen Inseln
- c) ein Ort eines Eintritts; Eingang
- d) etwas Hineingelegtes oder Eingefügtes[3]

Der englische Begriff inlet, auch allgemeiner Oberbegriff für alle schmaleren Eingänge in Nebengewässer, entspricht beispielsweise niederländisch inham, italienisch insenatura, katalanisch grau und (daraus entlehnt) spanisch grao.